# Šid
Šid (Servisch: Шид) is een gemeente in het Servische district Srem.
Šid telt 38.973 inwoners (2002). De oppervlakte bedraagt 687 km², de bevolkingsdichtheid is 56,7 inwoners per km².

## Plaatsen in de gemeente
De gemeente Šid bestaat uit de stad Šid, en de volgende dorpen:
- Adaševci
- Batrovci
- Bačinci
- Berkasovo
- Bikić Do
- Bingula
- Vašica
- Višnjićevo
- Gibarac
- Erdevik
- Ilinci
- Jamena
- Kukujevci
- Ljuba
- Molovin
- Morović
- Privina Glava
- Sot